# 东河南镇
东河南镇，是中华人民共和国山西省大同市灵丘县下辖的一个乡镇级行政单位。

## 行政区划
东河南镇下辖以下地区：
东河南村、古之河村、古树村、燕家湾村、三合地村、峰北村、大北地村、亭之岭村、成才沟村、东窖村、北张庄村、南园村、古之山村、清泥涧村、六合地村、水涧村、下野窝村、中野窝村、鹅鸭泉村、蔡家峪村、小寨村、王品村、银厂村、东岗村、水泉村、阳山沟村、野里村和蒜玉门村。

## 人物
- 邓云乡